# Adam Oates
Pour les articles homonymes, voir Oates.
Temple de la renommée : 2012
Adam Oates (né le 27 août 1962 à Weston, dans la province de l'Ontario au Canada) est un joueur professionnel de hockey sur glace devenu entraîneur. Il évolue au poste de centre pendant 19 saisons dans la Ligue nationale de hockey.

## Biographie
Oates commença sa carrière de hockeyeur avec le club Rensselaer Polytechnic Institute (RPI) de la NCAA (NCAA). Il y passa 3 saisons de 1982 à 1985, où il fut l'une des principales raisons expliquant le titre de champion du RPI de la division I. Après cette saison, les Red Wings de Détroit lui offrirent, à titre d'agent libre, le plus gros contrat jamais offert à une recrue à l'époque, soit un million de dollars sur 4 ans.
Bien qu'étant 2e centre de l'équipe après Steve Yzerman, Oates solidifia néanmoins sa réputation de fabricant de jeu d'élite avec les Wings et d'ici la fin de sa dernière saison à Détroit en 1988-1989, il allait presque au rythme d'une passe par match. Il fut cependant échangé aux Blues de Saint-Louis après la saison avec Paul MacLean contre Bernie Federko et Tony McKegney.
Oates prospéra avec les Blues, formant un duo électrifiant avec Brett Hull avec qui il forma le duo "Hull n' Oates", faisant référence à Hall & Oates, duo musical bien connu. Surtout grâce à Oates, le Golden Brett connut 3 saisons consécutives de plus de 70 buts, dont la saison 1990-1991 où il en compta 86, un record chez les ailiers droits et remporta le trophée Hart. Oates eut lui aussi une saison phénoménale, avec 90 passes et 115 points en seulement 61 matches, ce qui lui valut une place au sein de la Seconde Équipe d'Étoiles. Mais Oates était payé beaucoup moins que ce qu'il valait; il tint le coup une saison de plus avant d'être échangé aux Bruins de Boston en retour de Craig Janney et Stéphane Quintal.
Oates connut sa meilleure saison en 1992-1993, avec 45 buts et 97 passes pour 142 points, trois sommets en carrière, terminant 3e au classement des compteurs de la ligue, derrière Mario Lemieux et Pat LaFontaine. Ironiquement, le seul autre Bruins cette saison-là à réussir une saison de 100 points fut Joé Juneau, un autre ancien de RPI. Ses totaux, cette saison, étaient encore plus formidables que ceux de Saint-Louis car il n'avait pas de marqueur naturel à ses côtés. Le seul concurrent qu'il aurait pu avoir aurait été Cam Neely mais celui-ci étant blessé, n'a joué que treize matchs sur toute la saison. Il réussit 112 points la saison suivante, bon pour le 3e rang des marqueurs encore une fois, derrière Wayne Gretzky et Sergueï Fiodorov.
Oates restera à Boston jusqu'en 1996-1997, où il fut échangé aux Capitals de Washington avec Bill Ranford et Rick Tocchet en retour de Jim Carey, Anson Carter, Jason Allison et le choix de 3e tour des Capitals (Lee Goren) du repêchage de 1997. Oates aida les Caps dans leur course jusqu'en finale de la Coupe Stanley perdant aux mains de l'équipe qui lui a donné sa chance dans la LNH, les Red Wings. Il connut quelques bonnes saisons à Washington, devenant le 8e joueur de l'histoire de la ligue à atteindre le plateau des 1 000 passes décisives le 14 janvier 2002.
Il atteint une nouvelle fois la finale de la Coupe Stanley en 2003, cette fois avec les Mighty Ducks d'Anaheim, perdant cette fois en 7 matches face aux Devils du New Jersey. Cela semblait être la fin de sa carrière quand les Oilers d'Edmonton, désespérément à la recherche d'un joueur de centre, lui offrirent un contrat. La saison fut décevante pour Oates cependant, alors qu'il ne réussit que 18 points. Il annonça sa retraite le 3 avril 2004, après que les Oilers furent éliminés in extremis des séries.
En 2004, il est intronisé au Temple de la renommée des sports de la Rensselaer Polytechnic Institute.
En 2012, il a fait partie des quatre anciens joueurs admis au Temple de la renommée.
Le 26 juin 2012, il est embauché par les Capitals en tant qu'entraîneur-chef. Le 26 avril 2014, après deux saisons derrière le banc, il est congédié par l'équipe.

## Statistiques

### En club
| Saison     | Équipe                    | Ligue      |       | Saison régulière | Saison régulière | Saison régulière | Saison régulière | Saison régulière |    | Séries éliminatoires | Séries éliminatoires | Séries éliminatoires | Séries éliminatoires | Séries éliminatoires |
| Saison     | Équipe                    | Ligue      | PJ    | B                | A                | Pts              | Pun              | PJ               | B  | A                    | Pts                  | Pun                  |                      |                      |
| 1979-1980  | Waxers de Markham         | LHJPO      | 9     | 1                | 6                | 7                | 2                |                  |    |                      |                      |                      |                      |                      |
| 1982-1983  | Engineers de Rensselaer   | NCAA       | 22    | 9                | 33               | 42               | 8                |                  |    |                      |                      |                      |                      |                      |
| 1983-1984  | Engineers de Rensselaer   | NCAA       | 38    | 26               | 57               | 83               | 15               |                  |    |                      |                      |                      |                      |                      |
| 1984-1985  | Engineers de Rensselaer   | NCAA       | 38    | 31               | 60               | 91               | 29               |                  |    |                      |                      |                      |                      |                      |
| 1985-1986  | Red Wings de l'Adirondack | LAH        | 34    | 18               | 28               | 46               | 4                | 17               | 7  | 14                   | 21                   | 4                    |                      |                      |
| 1985-1986  | Red Wings de Détroit      | LNH        | 38    | 9                | 11               | 20               | 10               |                  |    |                      |                      |                      |                      |                      |
| 1986-1987  | Red Wings de Détroit      | LNH        | 76    | 15               | 32               | 47               | 21               | 16               | 4  | 7                    | 11                   | 6                    |                      |                      |
| 1987-1988  | Red Wings de Détroit      | LNH        | 63    | 14               | 40               | 54               | 20               | 16               | 8  | 12                   | 20                   | 6                    |                      |                      |
| 1988-1989  | Red Wings de Détroit      | LNH        | 69    | 16               | 62               | 78               | 14               | 6                | 0  | 8                    | 8                    | 2                    |                      |                      |
| 1989-1990  | Blues de Saint-Louis      | LNH        | 80    | 23               | 79               | 102              | 30               | 12               | 2  | 12                   | 14                   | 4                    |                      |                      |
| 1990-1991  | Blues de Saint-Louis      | LNH        | 61    | 25               | 90               | 115              | 29               | 13               | 7  | 13                   | 20                   | 10                   |                      |                      |
| 1991-1992  | Blues de Saint-Louis      | LNH        | 54    | 10               | 59               | 69               | 12               |                  |    |                      |                      |                      |                      |                      |
| 1991-1992  | Bruins de Boston          | LNH        | 26    | 10               | 20               | 30               | 10               | 15               | 5  | 14                   | 19                   | 4                    |                      |                      |
| 1992-1993  | Bruins de Boston          | LNH        | 84    | 45               | 97               | 142              | 32               | 4                | 0  | 9                    | 9                    | 4                    |                      |                      |
| 1993-1994  | Bruins de Boston          | LNH        | 77    | 32               | 80               | 112              | 45               | 13               | 3  | 9                    | 12                   | 8                    |                      |                      |
| 1994-1995  | Bruins de Boston          | LNH        | 48    | 12               | 41               | 53               | 8                | 5                | 1  | 0                    | 1                    | 2                    |                      |                      |
| 1995-1996  | Bruins de Boston          | LNH        | 70    | 25               | 67               | 92               | 18               | 5                | 2  | 5                    | 7                    | 2                    |                      |                      |
| 1996-1997  | Bruins de Boston          | LNH        | 63    | 18               | 52               | 70               | 10               |                  |    |                      |                      |                      |                      |                      |
| 1996-1997  | Capitals de Washington    | LNH        | 17    | 4                | 8                | 12               | 4                |                  |    |                      |                      |                      |                      |                      |
| 1997-1998  | Capitals de Washington    | LNH        | 82    | 18               | 58               | 76               | 36               | 21               | 6  | 11                   | 17                   | 8                    |                      |                      |
| 1998-1999  | Capitals de Washington    | LNH        | 59    | 12               | 42               | 54               | 22               |                  |    |                      |                      |                      |                      |                      |
| 1999-2000  | Capitals de Washington    | LNH        | 82    | 15               | 56               | 71               | 14               | 5                | 0  | 3                    | 3                    | 4                    |                      |                      |
| 2000-2001  | Capitals de Washington    | LNH        | 81    | 13               | 69               | 82               | 28               | 6                | 0  | 0                    | 0                    | 0                    |                      |                      |
| 2001-2002  | Capitals de Washington    | LNH        | 66    | 11               | 57               | 68               | 22               |                  |    |                      |                      |                      |                      |                      |
| 2001-2002  | Flyers de Philadelphie    | LNH        | 14    | 3                | 7                | 10               | 6                | 5                | 0  | 2                    | 2                    | 0                    |                      |                      |
| 2002-2003  | Mighty Ducks d'Anaheim    | LNH        | 67    | 9                | 36               | 45               | 16               | 21               | 4  | 9                    | 13                   | 6                    |                      |                      |
| 2003-2004  | Oilers d'Edmonton         | LNH        | 60    | 2                | 16               | 18               | 8                |                  |    |                      |                      |                      |                      |                      |
| Totaux LNH | Totaux LNH                | Totaux LNH | 1 337 | 341              | 1 079            | 1 420            | 415              | 163              | 42 | 114                  | 156                  | 66                   |                      |                      |